# پل فرامپتون
پُل فرامپتون (به انگلیسی: Paul Frampton) فیزیک‌دان انگلیسی ذرات نظری و استاد پدیدارشناسی فیزیک ذره‌ای در دانشگاه کارولینای شمالی در چپل هیل به مدت ۳۰ سال بود. پس از رسوایی قاچاق کوکائین از دانشگاه اخراج و حقوقش نیز قطع شد. وی از سال ۲۰۱۴ استاد دانشگاه سالنتو در ایتالیا است.

## آیا زمان آغاز شد؟ آیا زمان پایان می‌یابد؟
کتاب پل فرامپتون به نام «آیا زمان آغاز شد؟ آیا زمان پایان می‌یابد؟» (به انگلیسی: ?Did time begin? Will time end) در آذر ۱۳۹۶ توسط انتشارات دانشگاه رازی با ترجمهٔ هوتن امانی به چاپ رسید.
کتابی به زبان ساده و مناسب برای همهٔ علاقه‌مندان کیهان‌شناسی که بدون دانش تخصصی، با طرح مباحثی چون بررسی آرایش و ساختار محتوای انرژی جهان تصویری قابل درک از مفهوم زمان و پیشرفت‌های اخیر کیهان‌شناسی را در ذهن خواننده ایجاد می‌کند.
بررسی انفجار بزرگ و روند انبساط کنونی جهان هستی، مسئلهٔ همواربودن جهان و ترکیب انرژی کیهانی، شناخت مادهٔ تاریک و انرژی تاریک و معرفی آینده‌های احتمالی جهان از مباحث مهم این کتاب هستند. پاسخ به دو سؤالی که عنوان کتاب هم می‌باشد در قالب چند احتمال مطرح می‌شود و این کتاب می‌کوشد تا محتمل‌ترین پاسخ را به روند شکل‌گیری جهان کنونی بیابد.

## قاچاق مواد مخدر
او در نوامبر ۲۰۱۱ از طریق یک وبگاه دوست‌یابی آنلاین با یک مانکن لباس‌های شنا که خود را «دنیس میلانی» معرفی می‌کند، آشنا می‌شود و پس از چندماه صحبت از طریق گفتگوی اینترنتی و تلفن، جهت ملاقات حضوری با شخصی که تصور می‌کرده «دنیس میلانی» باشد، به شهر لاپاز در بولیوی پرواز می‌کند. در هنگامی که پُل فرامپتون به لاپاز می‌رسد، متوجه می‌شود که «دنیس میلانی» جهت انجام پروژه‌های عکاسی‌اش به بروکسل رفته است و از پُل فرامپتون می‌خواهد که با خرج وی از طریق پرواز لاپاز-بوئنوس آیرس-لیما در بروکسل به وی ملحق شود و چمدانی را که در لاپاز جا گذاشته است نیز برایش به بروکسل بیاورد. او چمدان را از فردی ناشناس تحویل می‌گیرد و چنین می‌کند. نهایتاً در ادامه مسیرش برای رسیدن به «دنیس میلانی»، در فرودگاه بوئنوس آیرس به جرم قاچاق «دو کیلوگرم کوکائین» دستگیر می‌شود.
در ۲۰ نوامبر ۲۰۱۲، دادگاهی در آرژانتین، پُل فرامپتون را به دلیل ترافیک و قاچاق مواد مخدر به چهار سال و هشت ماه زندان محکوم کرد.
در ۸ مارس ۲۰۱۳، روزنامه نیویورک تایمز، مقاله‌ای تحقیقی دربارهٔ ماجرا و فرجام پروندهٔ قاچاق کوکائین توسط پُل فرامپتون منتشر کرد.